# النزاع بين خطي انتيكوا وفراكتور

مثال لخط انتيكوا الغير مزخرف

خط فراكتور المعتبر كالخط الألماني/القوطي

كان النزاع بين خطي انتيكوا وفراكتور نزاع مطبعي في ألمانيا في القرن التاسع عشر وأوائل القرن العشرين.
في معظم البلدان الأوروبية تغلبت خطوط انتيكوا على الخطوط السوداء (القوطية) في القرنين الميلاديين ال١٥ وال١٦. وقد تعايشت الخطين في ألمانيا والنمسا حتى الجزء الأول من القرن العشرين الميلادي. ولحدٍ ما، يشبه هذا الخلاف الإختلافات بين خطي النسح والنستعليق. فعادة تكتب العربية بالنسخ، والأردوية بالنستعليق، حتى في منشورة واحدة.
خلال ذلك الوقت ، اكتسب كلا الخطين رمزية أيديولوجية في ألمانيا ، مما أدى إلى نزاعات كثيرة حول أي خط أصح لكتابة الألمانية. عندما استلم الحزب النازي، كان يفضل خط الفراكتور، لكن لأسباب سياسية، كإتهام أدولف هتلر خط الفراكتور بكونه من أصل يهودي، أخذ الحزب في تفضيل خط الفراكتور.

## الأصل

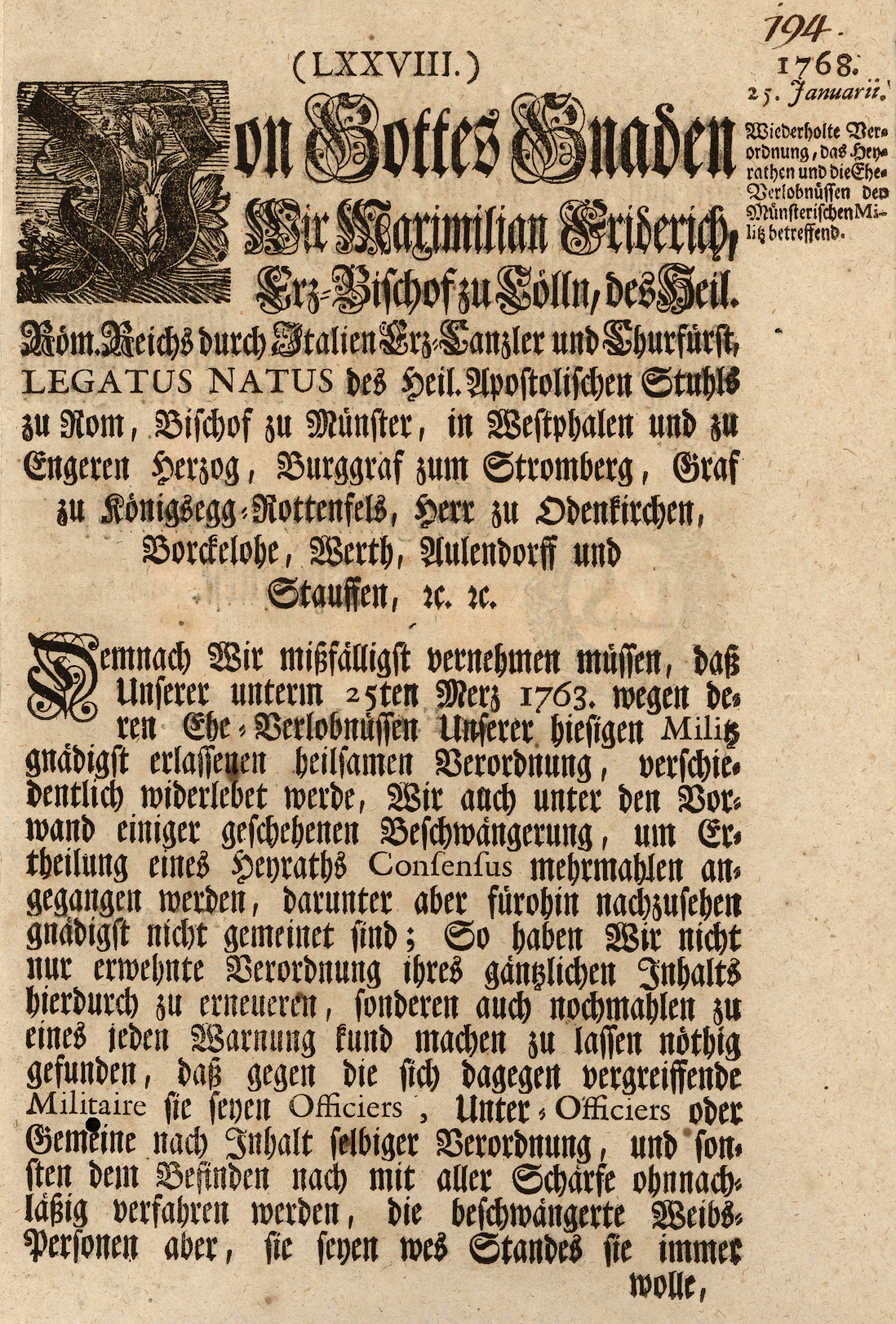
خطان: تكتب الكلمات الألمانية بخط الفراكتور، والكلمات اللاتينية والفرنسية بخط الأنتيكوا. ؁١٧٦٨ م

تاريخياً ، نشأ الخلاف من اختلاف استخدام هذين الخطين في معظم النصوص الفكرية. في حين تم تفضيل فراكتور للكتابة الألمانية وانتيكوا للكتابة اللاتينية. والوضع يمتد حتى للقواميس، ففي القاموس الألماني - الإنجليزي تخطط المفردات الألمانية بخط الفراكتور والمفردات الإنجليزية بخط أنتيكوا.